# Чундер, Пратап Чандра
Пратап Чандра Чундер (англ. Pratap Chandra Chunder, 1 сентября 1919, Калькутта, Британская Индия — 1 января 2008, Калькутта) — индийский политический и государственный деятель, адвокат, филантроп и писатель. Министр образования и социальной защиты Индии (1977—1980), депутат Лок сабхи VI созыва.

## Семья и образование
Родился в семье Нирмала Чандры Чундера — известного борца за независимость Индии и деятеля Индийского национального конгресса. Получил степень бакалавра истории в Президенси-колледже в Калькутте и степень бакалавра права в Калькуттском университете. В том же университете защитил докторскую диссертацию.

## Карьера
В раннем возрасте Чундер вступил в Индийский национальный конгресс. В 1962—1968 годах был депутатом Законодательного собрания Западной Бенгалии. В 1968 году стал министром юстиции и финансов Западной Бенгалии. В 1977—1979 годах — министр образования и социальной защиты Индии. В 1961—1968 годах преподавал на кафедре права Калькуттского университета. Занимался адвокатской практикой.